# Les Vainqueurs (film, 1963)
Pour les articles homonymes, voir Les Vainqueurs.
Pour plus de détails, voir Fiche technique et Distribution.
Les Vainqueurs (titre original : The Victors) est un film britannique réalisé par Carl Foreman, sorti en 1963.

## Synopsis
La guerre ne fait aucun vainqueurs, seulement des survivants. La tuerie détruit autant ceux qui tuent que ceux qui sont tués ; parce qu'elle assassine la décence, le respect de soi-même et finalement la vie elle-même. L'histoire suit les pas d'un bataillon de jeunes soldats américains aux premiers jours de la Bataille d'Angleterre, à travers les violents combats en Italie et en France, jusqu'à la paix difficile, à Berlin.
Le film est une suite de brèves histoires cruelles, qui illustrent les épreuves qui attendent les deux jeunes Américains en faction, lors d'une alerte à Londres.
Les femmes ne sont pas épargnées, victimes et proies, repos du guerrier.
Pour ménager les susceptibilités nationales, chaque pays d'Europe a eu sa version, pudiquement expurgée de ce qui aurait pu le choquer dans son amour propre national. Les Français, par exemple, ne verront qu'une version allégée de la rencontre de la Française Jeanne Moreau avec un soldat américain, dans une maison bombardée de Normandie. Ils ne verront pas non plus l'épisode où l'officier de commandos français, borgne, refuse que les Allemands se rendent pour les massacrer jusqu'au dernier.
En Italie, on voit un Américain vivre une chaste passion avec une Italienne, violée par un Allemand, et élevant le bébé qu'elle en a eu.
Un G.I. abat un petit chien qui s'était attaché à eux, et poursuivait leur camion.
En Belgique, une belle violoniste touche le fond de la déchéance, devenant fille à soldats.
Le parti pris du réalisateur est de montrer l'abominable.
L'Allemande qui partage la vie du vainqueur américain, à Berlin, a été violée auparavant par les Russes. Et c'est par jalousie haineuse que le G.I. refuse de céder le passage à un vainqueur soviétique, d'où le duel au couteau qui s'ensuit, et où ils meurent tous les deux. Lugubre conclusion de ce film noir.

## Fiche technique
- Titre : Les Vainqueurs
- Titre original : The Victors
- Réalisation : Carl Foreman
- Scénario : Carl Foreman, d'après le roman d'Alexander Baron
- Images : Christopher Challis
- Musique : Sol Kaplan
- Production : Carl Foreman et Harold Buck, pour Columbia Pictures Corporation et Open Road
- Montage : Alan Osbiston
- Décors : Geoffrey Drake et Maurice Fowler
- Costumes : Emma Selby-Walker
- Pays d'origine : Royaume-Uni
- Langue : anglais, français, allemand, italien, russe
- Format : Noir et Blanc - 2,35:1 - 4 Pistes Stéréo/Mono
- Genre cinématographique : Guerre, Drame
- Durée : 175 minutes
- Date de sortie :
  - 22 novembre 1963  Royaume-Uni
  - 19 décembre 1963  États-Unis
  - 14 février 1964  France
  - 20 février 1964  Allemagne de l'Ouest

## Distribution
- Vince Edwards (VF : Bernard Noël) : Baker
- Albert Finney : le soldat russe
- George Hamilton (VF : Michel Le Royer) : Trower
- Melina Mercouri : Magda
- Jeanne Moreau (VF : Jacqueline Porel) : la femme française
- George Peppard (VF : Jean-Pierre Duclos) : le caporal Chase
- Maurice Ronet : le lieutenant français
- Rosanna Schiaffino : Maria
- Romy Schneider (VF : elle-même) : Regine
- Elke Sommer : Helga
- Eli Wallach (VF : Henry Djanik) : le sergent Craig
- Michael Callan (VF : Dominique Paturel) : Eldridge
- Peter Fonda (VF : Hubert Noel) : Weaver
- Alf Kjellin : le prêtre
- John Crawford (VF : Jacques Deschamps) : le capitaine américain
- Albert Lieven : Herr Metzger
- Tutte Lemkow : un soldat Sikh
- George Mikell : une sentinelle russe
- Senta Berger : Trudi Metzger
- Peter Arne
- Mervyn Johns (VF : Maurice Porterat) : Dennis

## Analyse
« J'ai fait Les Vainqueurs parce que je voulais dire que nous avions perdu la guerre, que tout ce moment d'espérance qui avait secoué le monde n'avait abouti à rien, qu'il n'y avait plus de cause, plus d'espoirs, que les hommes étaient morts pour rien » (Carl Foreman).

## Récompenses
- Nommé aux prix de la BAFTA 1964 pour la meilleure photographie pour un film britannique noir et blanc, Christopher Challis ;
- Nommé aux Golden Globes 1964 pour le prix du meilleur espoir masculin, Peter Fonda.